# Malteški križ
Maltéški kríž je bil od prve križarske vojne naprej simbol krščanskih vojščakov. Križ grških proporcev sestavljajo štirje zašiljni ščiti, staknjeni s svojimi spodnjimi konci.
Malteški križ je ostal simbol Suverenega vojaškega hospitalnega reda svetega Janeza iz Jeruzalema, Rodosa in Malte, v preteklih stoletjih pa so ga prevzeli tudi kot obliko številnih odlikovanj. Malteški križ je tudi simbol okrožja Mecklenburg-Strelitz v Nemčiji ter avstralske zvezne države Queensland.
Strojni element z imenom malteški križ je tudi del filmskih snemalnih kamer in projektorjev. Pri vrtenju v določenih časovnih presledkih premakne neposnet (kamere) ali posnet in razvit film (projektorji).
Kodirani nabor znakov Unicode označuje lorenski križ s kodo U+2720 (✠).